# Bathythrix strigosa
Bathythrix strigosa là một loài tò vò trong họ Ichneumonidae.